# (3593) Osip
(3593) Osip es un asteroide perteneciente al cinturón de asteroides, descubierto el 2 de marzo de 1981 por Schelte John Bus desde el Observatorio de Siding Spring, Nueva Gales del Sur, Australia.

## Designación y nombre
Designado provisionalmente como 1981 EB20. Fue nombrado Osip en honor al astrónomo estadounidense David J. Osip.